# 2016-os müncheni lövöldözés
A 2016-os müncheni lövöldözés 2016. július 22-én (pénteken) történt a németországi München belvárosában, az Olympia-Einkaufszentrumban. A lövöldözésnek tíz halálos áldozata volt, beleértve a támadót is, aki öngyilkos lett. A lövöldözés halálos áldozatai között egy 2001-ben született magyar állampolgárságú személy is volt.
A lövöldözést egy 18 éves iráni származású, németországi születésű, német–iráni kettős állampolgárságú férfi követte el, aki egyik testvére szerint pszichés problémákkal küzdött.

## A lövöldözés
Délután 5 óra 52 perckor egy fegyveres lövöldözni kezdett egy, az Olympia-Einkaufszentrum közelében lévő McDonald's-ban, Münchenben. Egy interneten közzétett videó azt mutatta, ahogy lövöldözi az előle menekülő járókelőket. Ezután az elkövető bement a bevásárlóközpontba. Egy másik videó azt mutatja, ahogy egyedül sétálgat egy garázs tetején, majd ismét tüzet nyit. Volt, aki törökellenes szövegeket kiabált felé, erre ő azt felelte, hogy: Ich bin Deutscher, ich bin hier geboren („Német vagyok, itt születtem.”)

## Az elkövető
A lövöldözés elkövetője a tizennyolc éves, iráni-német kettős állampolgárságú David Sonboly, született Ali Sonboly volt. Sonboly 1998. április 20-án született Münchenben, nem volt büntetett előéletű. A szomszédok jellemzése szerint udvarias fiú volt, a München belvárosához tartozó Maxvorstadt kerület szomszédságában nőtt fel egy szekularizált háztartásban, részmunkaidőben egy helyi ingyenes újságnál dolgozott terjesztőként. Sonboly-t tettét megelőzően pszichiátriai ellátásban részesült depresszió tüneteivel. A rendőrség elmondása szerint 2015-ben két hónapon át kezelték mentális panaszokkal egy erre szakosodott intézményben.

## Áldozatok
- Sevda Dağ, 45, török állampolgár
- Hüseyin Dayıcık, 19, görög állampolgár
- Selçuk Kiliç, 15, török állampolgár
- Giuliano Kollmann, 18, román származású német állampolgár[14]
- Can Leyla, 14, török állampolgár
- Raffael Robertó, 15, magyar állampolgár
- Armela Segashi, 14, koszovói állampolgár
- Sabina Sulaj, 14, koszovói állampolgár
- Dijamant Zabergja, 21, koszovói származású német állampolgár

## Reakciók

### Németország
Angela Merkel német kancellár a müncheni eseményeket követően július 23-án kormánya nevében együttérzését fejezte ki az áldozatok hozzátartozóinak és mielőbbi gyógyulást kívánt a lövöldözés során megsebesült embereknek, továbbá hangsúlyozta, hogy a hatóságok mindent megtesznek az eset feltárásáért és mindent elkövetnek azért is, hogy kiderítsék, miként radikalizálódott a hétfői würzburgi iszlamista támadás „menekültként érkezett” elkövetője. Horst Seehofer bajor miniszterelnök utasítására július 23-án a gyász jeleként félárbocra eresztették a zászlókat a bajorországi állami intézményeknél.

### Nemzetközi szervezetek
- Európai Unió

Donald Tusk, az Európai Tanács elnöke együttérzését fejezte ki a lezajlott események miatt. „Egész Európa München mellett áll” - írta a politikus Twitter-oldalán.
- NATO

### Független országok
- Csehország

Milan Chovanec cseh belügyminiszter a lövöldözés napjának estjén bejelentette, hogy cseh-német határsáv ellenőrzését megerősítik. A miniszter szerint ez pusztán megelőző intézkedés, mely arra a célra szolgál, hogy az elkövetőket elfogják, ha esetlegesen a cseh határon próbálnának átmenekülni, merre végül nem került sor.
- Belgium

Charles Michel belga miniszterelnök „gyávának és aljasnak” titulálta a München kereskedelmi központja elleni támadást.
- Egyesült Államok

A támadást követően az amerikai kormány részvétét fejezte ki az áldozatok hozzátartozónak, Barack Obama elnök pedig segítséget ajánlott fel a német kormánynak. „Németország az egyik legközelebbi szövetségesünk, így minden támogatást megadunk a helyzet kezeléséhez. Mint az elmúlt hetekben is mondtam, ez is egy emlékeztető, hogy milyen fontos megőriznünk az életmódunkat, a szabadságunkat, a lehetőséget arra, hogy felneveljük a gyermekeinket” – hangsúlyozta az amerikai elnök.
Donald Trump, a 2016-os amerikai elnökválasztás republikánus elnök-jelöltje a Facebook-oldalán reagált a történtekre. Véleménye szerint az Egyesült Államoknak mindent meg kell tennie, hogy az országhatárain „kívül tartsa a terrorizmust”.
- Kanada
- Franciaország

A francia elnök, François Hollande a Münchenben lezajlott lövöldözést "förtelmes terrortámadásnak" minősítette, véleménye szerint a támadásnak a célja az volt, hogy „más európai országok után Németországba is begyűrűzzön a félelem”. Az államfő leszögezte, az ország számíthat Franciaország barátságára és együttműködésére.
- Egyesült Királyság

Boris Johnson brit külügyminiszter közölte, Nagy-Britannia kész bármilyen segítséget megadni Németországnak. A tárcavezető közleményében azt írta, sokkolták és elborzasztották a Münchenben lezajlott események. A halálos áldozatok családtagjainak részvétét fejezte ki.
- Görögország

Aléxisz Cíprasz görög miniszterelnök, miután bizonyosságot nyert, hogy görög állampolgárságúak is vannak az áldozatok között azt nyilatkozta, hogy „Németországot és Görögországot összeköti a terrorizmus és a gyűlölet elleni harc”.
- Magyarország

Orbán Viktor magyar miniszterelnök táviratban fejezte ki a részvétét az eseményekkel kapcsolatban német kancellárnak és a bajor kormányfőnek.
Áder János, Magyarország köztársasági elnöke szintén távirat útján fejezte ki részvétét Joachim Gauck német szövetségi elnöknek.
- Ausztria
- Dánia
- Spanyolország
- Chile
- Mexikó

Enrique Peña Nieto mexikói elnök sajnálatát fejezte ki a müncheni erőszakos eseményekkel kapcsolatban, és azt mondta, hogy „Mexikó osztozik a német nép bánatában”.
- Paraguay

Horacio Cartes elnök mély sajnálatát fejezte ki az eseményekkel kapcsolatban és szolidaritást vállalt a német néppel.
- Irán

Bahram Ghassemi iráni külügyminiszter az eseményekkel kapcsolatban kifejezte részvétét a német kormánynak és a német nemzetnek.
- Törökország